# Dicranomyia guttula
Dicranomyia guttula là một loài ruồi trong họ Limoniidae. Chúng phân bố ở Afrotropisch, miền Ấn Độ - Mã Lai và miền Australasia.